# Choukri Mesli
Pour les articles homonymes, voir Mesli.
Choukri Mesli, né le 8 novembre 1931 à Tlemcen et mort le 13 novembre 2017 à Rueil-Malmaison,, est l'un des « fondateurs » de la peinture moderne en Algérie. 

## Biographie
Choukri Mesli naît le 8 novembre 1931 à Tlemcen, dans une famille d'intellectuels et de musiciens, et y fait de 1937 à 1947 ses études primaires et secondaires. Sa famille s'installe à Alger en 1947. La même année il réalise ses premières gouaches et, de 1948 à 1951, est l'élève de Mohamed Racim à l'École des beaux-arts d'Alger. Il participe en 1950 à la création de la revue « Soleil », au mouvement des idées d'émancipation diffusées autour du journal Alger républicain, fonde le « Groupe 51 » avec de jeunes poètes et peintres dont Kateb Yacine et M'hamed Issiakhem, et participe au Salon des orientalistes. De 1951 à 1953, il poursuit sa formation auprès de différents professeurs des beaux-arts. En 1953, il organise une exposition de la jeune peinture algérienne avec Sauveur Galliéro et Louis Nallard dans la salle du Crédit municipal d'Alger et obtient le premier prix de la ville d'Alger. 
En 1954, Choukri Mesli entre à l'École des beaux-arts de Paris et réalise l'année suivante sa première exposition personnelle. Il expose en 1956 avec le Marocain Ahmed Cherkaoui, participe à la grève des étudiants et milite au sein du FLN en renonçant à toute exposition. Il doit s'occuper de la défense des membres de sa famille arrêtés au maquis, sa sœur Fadela en 1956, son frère Amine en 1957. Il se marie en 1957 avec une camarade des beaux-arts de Paris dont il divorcera en 1964. De 1958 à 1960, il réintègre l'École des beaux-arts et deviendra le premier Algérien à obtenir un diplôme supérieur en arts plastiques. De 1960 à 1962, Mesli séjourne au Maroc, à Rabat, où il exerce comme professeur de dessin et où naît sa fille Sophia.  
Nommé dès 1962 professeur de peinture à l'École des beaux-arts d'Alger, Mesli est en 1963 membre fondateur de l'Union nationale des arts plastiques (UNAP), dont il est secrétaire chargé de la coordination. Il participe à l'exposition des « Peintres algériens » organisée en 1963 à Alger pour les « Fêtes du 1er novembre » et préfacée par Jean Sénac, en 1964 à celle qui est présentée à Paris au Musée des arts décoratifs, puis aux nombreuses expositions organisées par l'UNAP en Algérie et à l'étranger. En 1967, Choukri Mesli participe avec Denis Martinez à la création du groupe « Aouchem » (Tatouage) dont il organise la première exposition. Selon le manifeste du groupe, « Aouchem est né il y a des millénaires, sur les parois d'une grotte du Tassili. Il a poursuivi son existence jusqu'à nos jours, tantôt secrètement, tantôt ouvertement, en fonction des fluctuations de l'Histoire. (…) Nous entendons montrer que, toujours magique, le signe est plus fort que les bombes », déclare leur « Manifeste ». En dépit des violences, certaines traditions plastiques ont réussi à se maintenir dans les gestes qui modèlent et peignent l’argile, tissent la laine, décorent les murs, gravent le bois ou le métal : c’est sur ces survivances qu’« Aouchem » veut s’appuyer ». Mesli se marie la même année avec Annick, professeur de lettres, leur fils Tarik, qui deviendra également peintre, naît en 1968. Mesli travaille en 1969 à la préparation du Festival panafricain d'Alger en tant que responsable des expositions d'arts plastiques. Une seconde exposition du groupe « Aouchem » a lieu en 1971.
Choukri Mesli effectue en 1982 un voyage d'études aux États-Unis, à New York, San Francisco, Atlanta et Washington, exposant avec un groupe d'artistes africains. Entre 1983 et 1985, il réalise avec l'artiste Mustapha ADANE à Alger une fresque (Les Trois révolutions) de cent mètres carrés en carreaux de métal émaillé pour la rampe Tafourah (Alger) et trois sculptures (Hydra, Bouzaréal, Bir Mourad Raös), puis de nouvelles expositions personnelles en 1986 (textes de Malika Bouabdellah, Denis Martinez et Françoise Liassine) et en 1990 (Palimpseste de Tin Hinan, avec une préface de Rachid Boudjedra. À la suite des violentes manifestations d'octobre 1988 à Alger, il est l'un des fondateurs du RAIS (Rassemblement des Artistes, des Intellectuels et des Scientifiques contre la torture). Mesli participe aux principales expositions collectives des peintres algériens en Algérie, au Maghreb et en France : Signes et désert à Bruxelles en 1989 ; Autres soleils et autres signes à Montpellier en 1990; Baya, Larbi,  Martinez, Mesli,  Silem, à la Galerie Art’0 d'Aubervilliers en 1991.
Après la vague d'assassinats en 1993 des intellectuels algériens pendant la Guerre civile algérienne, Choukri Mesli est contraint à l'exil et s'installe en 1994 dans la banlieue parisienne. Il participe aux expositions Les effets du voyage au Palais des Congrès et de la Culture du Mans en 1995; avec Denis Martinez à la Collégiale Saint-Pierre le Muellier, Orléans (avec des préfaces de Benamar Médiene et Rachid Boudjedra) en 1998) ; Peintres du signe, Fête de l’Humanité, La Courneuve en 1999 (exposition itinérante) ; Le XXe siècle dans l'art algérien, au château Borély de Marseille et à l'Orangerie du Sénat de Paris en 2003. Une rétrospective de ses œuvres sur papier est présentée au Centre culturel algérien de Paris en 2014.

## Jugement
« Dans cette géométrie du désir, fusionnent des symboles millénaires, resurgissent les gestes primitifs qui décorent et codent pour magnifier ou appeler l’amour, la fécondité, la fidélité, pour convoquer le malheur ou l’anathème. L’amour et l’inquiétude sans âge guident les mains qui tracent des signes pour interpeller, glorifier, protéger, attirer, posséder. Mains toutes-puissantes de femme qui balisent, exaltent, transfigurent, établissent le sens et le désir. Sur quelques-unes des gouaches apparaissent les femmes elles-mêmes, tatouées jusqu’au nombril. La femme porteuse de l’alphabet, porteuse du pouvoir. Choukri Mesli place ses œuvres sous le signe de Tin-Hinan, la femme qui commande aux hommes. Sur les « palimpsestes » (titre de l’exposition), les rêves, les figures s’accumulent, se chevauchent, se supplantent. Les formes, parfois, demeurent embryonnaires, se rétractent, se figent dans l’esquisse. Elles s’effritent, laissant une impression de parchemin séculaire, de bas-reliefs aux dorures écaillées. (...) La femme de Mesli est sensualité, séduction, désinvolture, mémoire. Elle nous incarne, nous prolonge et nous multiplie. Elle dissipe nos anxiétés. Pourquoi n’a-t-elle pas de visage ? Est-ce parce que le visage casse le rythme du corps, qu’il annule le mystère et le rêve en fixant une identité ? Dans un tableau intitulé « Je suis heureuse », la femme nous dévoile sa tête : un croissant de minaret. Elle confirme son appartenance au rêve, elle intègre un monde féerique bâti par une imagination d’enfant. »

— Tahar Djaout,  Choukri Mesli, géomètre du désir, Algérie-Actualité, Alger, 17-23 mai 1990

## Principales expositions
- 1955 : Centre culturel international de la Cité universitaire, Paris
- 1956 : Pavillon du Maroc, Cité universitaire, Paris (avec Cherkaoui)
- 1961 : galerie Naftalé, Rabat
- 1968 : galerie de l'UNAP, Alger
- 1986 : Gouaches et monotypes, Galerie M'hamed Issiakhem, Alger
- 1989 : Monotypes en hommage à « La Répudiation » de Rachid Boudjedra, Rome
- 1990 : Palimpseste de Tin Hinan, Centre culturel français, Alger
- 1998 : Peindre en exil, collégiale Saint-Pierre, Orléans (avec Denis Martinez)
- 1999 : galerie Les lumières, Nanterre
- 2000 : Champigny-sur-Marne
- 2003 : Musée national des beaux-arts, Alger
- 2008 : Latitudes féminines, Elne
- 2008 : galerie Françoise Souchaud, Lyon
- 2014 : Centre culturel algérien, Paris

## Musées
- Paris, Institut du monde arabe : Les Protectrices, 1991, technique mixte sur carton, 110 x 74,5 cm (Donation Claude et France Lemand)

#### Monographie
- Françoise Liassine, Mesli, Enag Éditions, Alger, 2002.

#### Dossier
- Mesli, dans "Algérie Littérature/Action", Éditions Marsa, Paris, 1996.

#### Catalogues d'expositions particulières
- Mesli, Palimpseste de Tin Hinan,  préface de Rachid Boudjedra, Alger, Centre culturel français, 1990.

#### Catalogues d'expositions collectives
- Peintres algériens, préface non signée de Jean Sénac, salle Ibn Khaldoun, Fêtes du 1er novembre, Alger, 1963 (peinture exposée : L'Algérie en flammes)
- Peintres algériens,  textes d'Edmond Michelet et Mourad Bourboune, Musée des arts décoratifs de Paris, Paris, 1964 (peintures exposées : Flamboiement de l'été, Couchant, Phénix)
- Les effets du voyage, 25 artistes algériens, (textes de Fatma Zohra Zamoum, Ramon Tio Bellido, Michel-Georges Bernard et Malika Dorbani Bouabdellah), Palais des Congrès et de la Culture, Le Mans, décembre 1995  (ISBN 2950969801).
- Signes et désert : Baya, Larbi, Silem, Koraichi, Martinez, Mesli, (préfaces de Silem, Ali Elhadj-Tahar, Christiane Achour, Rachid Boudjedra, Malika Bouabdellah, Michel-Georges Bernard, Arezki Metref et Françoise Liassine), Ipso, Bruxelles, 1989.
- Peintres du Signe - Mesli, Martinez, Baya, Khadda, Koraïchi, Samta Ben Yahia, Silem, Sergoua, Mohand, Yahiaoui, Tibouchi, (textes de Pierre Gaudibert, Nourredine Saadi, Michel-Georges Bernard et Nicole de Pontcharra), Fête de l’Humanité, La Courneuve, septembre 1998 (exposition itinérante).
- Le XXe siècle dans l’art algérien, (textes de Ramon Tio Bellido, Malika Dorbani Bouabdellah, Dalila Mahammad Orfali et Fatma Zohra Zamoum), Château Borély, Marseille / Orangerie du Sénat, Paris, avril-août 2003  (ISBN 2950676812).

#### Ouvrages généraux
- Tahar Djaout, Une mémoire mise en signes, Écrits sur l'art, textes réunis par Michel-Georges Bernard, Préface de Hamid Nacer-Khodja, El Kalima Éditions, Alger, 2013 (p. 57-60; éléments de biographie, p. 173)